# Rzewnia

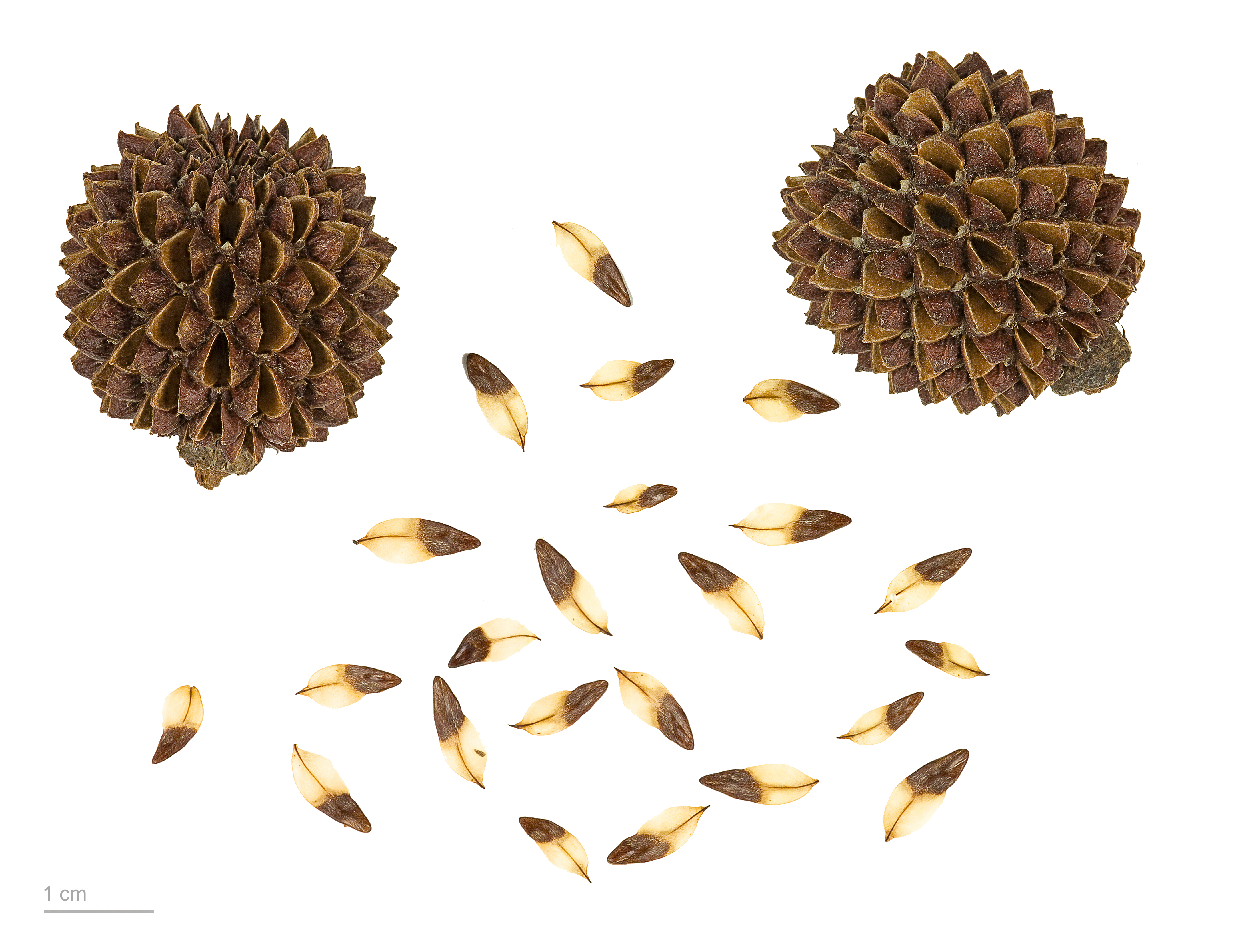
Owoce i nasiona

Rzewnia, kazuaryna (Casuarina L.) – rodzaj drzew lub krzewów z rodziny rzewniowatych Casuarinaceae. Obejmuje 14 gatunków. Rośliny te występują naturalnie w południowo-wschodniej Azji i Australii, ale zostały szeroko rozprzestrzenione w strefie międzyzwrotnikowej. 
Duże znaczenie ekonomiczne ma zwłaszcza rzewnia skrzypolistna C. equisetifolia. Jej drewno jest twarde, czerwono zabarwione, o dużej wartości opałowej. Walorem tego gatunku są także małe wymagania siedliskowe i szybki wzrost. Rzewnie bywają uprawiane także jako ozdobne i w wielu miejscach w tropikach młode ich okazy wykorzystywane są przez chrześcijan jako odpowiednik choinki w czasie obchodów Bożego Narodzenia.

## Systematyka
Pozycja systematyczna według Angiosperm Phylogeny Website (2001...)
Jeden z czterech rodzajów z rodziny rzewniowate z rzędu bukowców, należącego do kladu różowych w obrębie okrytonasiennych.
Pozycja w systemie Reveala 1993–1999)
Gromada okrytonasienne (Magnoliophyta Cronquist), podgromada Magnoliophytina Frohne & U. Jensen ex Reveal, klasa Rosopsida Batsch, podklasa oczarowe (Hamamelididae Takht.), nadrząd Casuarinanae Takht. ex Reveal & Doweld, rząd rzewniowce (Casuarinales Lindl.), rodzina rzewniowate (Casuarinaceae R. Br. in Flinders), podrodzina Casuarinoideae J. Williams, plemię Casuarineae Colla, rodzaj rzewnia (Casuarina Rumph. ex L.).
Wykaz gatunków
- Casuarina collina J.Poiss. ex Pancher & Sebert
- Casuarina cristata Miq.
- Casuarina cunninghamiana Miq.
- Casuarina equisetifolia L. – rzewnia skrzypolistna
- Casuarina glauca Sieber ex Spreng. – rzewnia sina, k. sina[7]
- Casuarina grandis L.A.S.Johnson
- Casuarina junghuhniana Miq. – rzewnia górska[5]
- Casuarina obesa Miq.
- Casuarina oligodon L.A.S.Johnson
- Casuarina orophila L.A.S.Johnson
- Casuarina pauper F.Muell. ex L.A.S.Johnson
- Casuarina potamophila Schltr.
- Casuarina tenella Schltr.
- Casuarina teres Schltr.